# یواس‌اس گرازماهی
یواس‌اس گرازماهی ممکن است به یکی از موارد زیر اشاره داشته باشد:
- یواس‌اس گرازماهی (اس‌اس-۷)
- یواس‌اس گرازماهی (۱۸۳۶)